# Ricardo Darío Blanco
Ricardo Darío Blanco (Veinticinco De Mayo, Provincia de Buenos Aires, Argentina, 20 de junio de 1990) es un futbolista argentino que se desempeña como mediocampista ofensivo. Actualmente juega en Chacarita Juniors, de la Primera  Nacional.

## Trayectoria
Ricardo Blanco debutó en Deportivo Armenio, de la Primera B Metropolitana, en 2009, con 18 años de edad. Luego de un año y medio en el club, al no ser considerado por el técnico, comenzó a trabajar en la gomería de su padre, junto a sus hermanos, y como panadero, además de jugar en clubes amateurs. En 2015 surgió la posibilidad de jugar en el Federal A con la camiseta de Defensores de Belgrano de Villa Ramallo. Sus buenas actuaciones aquella temporada, que acabó con un registro de 32 partidos y 7 goles, le valió el traspaso a All Boys,donde permaneció por una temporada.
Jugó medio año en Qadsia Sporting Club de Kuwait, que acabó subcampeón de la Liga Premier 2016-17. En agosto de 2017 regresó a su país para vestir la camiseta de Instituto de Córdoba, disputando la primera parte del Campeonato de Primera B Nacional 2017-18.
A inicios de 2018 fue anunciado como nuevo refuerzo de Provincial Curicó Unido, de la Primera División de Chile.En el elenco albirrojo se convirtió en figura de la temporada para el equipo, debido a su rendimiento de 32 partidos jugados y 10 goles (9 goles en el campeonato, siendo goleador del equipo en el torneo), lo que le ganó elogios de medios nacionales y ofertas de clubes grandes del país, sobre todo de Universidad de Chile, que estuvo muy cerca de ficharlo.Finalmente Blanco firmó por Deportes Antofagasta, como parte del equipo competitivo que armó el cuadro puma pensando en su participación en la Copa Sudamericana 2019.
En Antofagasta no mostró todo lo que se esperaba de él, ni a nivel personal ni a nivel colectivo, ya que no tuvo una participación preponderante en el buen plantel que armó Antofagasta, pero que no tuvo una buena campaña. En 2020 se fue a préstamo a Deportes Iquique, dirigido por Jaime Vera, el técnico que tuvo en su paso por Curicó Unido.
A mediados de 2021, nuevamente es cedido por Deportes Antofagasta, siendo en esta ocasión Rangers de Talca el equipo de destino, motivado por la presencia de Luis Marcoleta, con quien había estado en Curicó Unido el año 2018.En dicho club tampoco tuvo un buen rendimiento, en concordancia con el resto del equipo, por lo que a final de temporada regresa a su club dueño del pase, en donde finalmente rescinde contrato para partir a Chacarita Juniors.
Luego de dos grandes temporadas en el cuadro funebrero, estando presente en 66 encuentros anotando 18 goles, y quedando muy cerca del ascenso en la Primera Nacional 2023 (finalizaron a un punto de Independiente Rivadavia, líder en la Zona B, y fueron eliminados por Temperley en la primera fase del Reducido), fue transferido a Ferro hasta diciembre de 2026, a cambio de 130.000 dólares.

## Estadísticas

### Clubes
Actualizado hasta su último partido disputado el 18 de mayo de 2025.
| Club                                  | Div.          | Temporada     | Liga  | Liga  | Liga   | Copas nacionales | Copas nacionales | Copas nacionales | Torneos internacionales | Torneos internacionales | Torneos internacionales | Total | Total | Total  |
| Club                                  | Div.          | Temporada     | Part. | Goles | Asist. | Part.            | Goles            | Asist.           | Part.                   | Goles                   | Asist.                  | Part. | Goles | Asist. |
| ------------------------------------- | ------------- | ------------- | ----- | ----- | ------ | ---------------- | ---------------- | ---------------- | ----------------------- | ----------------------- | ----------------------- | ----- | ----- | ------ |
| Deportivo Armenio Argentina           | 3.ª           | 2009-10       | 26    | 3     | 0      | —                | —                | —                | —                       | —                       | —                       | 26    | 3     | 0      |
| Deportivo Armenio Argentina           | 3.ª           | 2010-11       | 12    | 1     | 0      | —                | —                | —                | —                       | —                       | —                       | 12    | 1     | 0      |
| Deportivo Armenio Argentina           | Total club    | Total club    | 38    | 4     | 0      | 0                | 0                | 0                | 0                       | 0                       | 0                       | 38    | 4     | 0      |
| Defensores de Belgrano (VR) Argentina | 3.ª           | 2015          | 32    | 7     | 4      | 1                | 0                | 0                | —                       | —                       |                         | 33    | 7     | 4      |
| Defensores de Belgrano (VR) Argentina | Total club    | Total club    | 32    | 7     | 4      | 1                | 0                | 0                | 0                       | 0                       | 0                       | 33    | 7     | 4      |
| C. A. All Boys Argentina              | 2.ª           | 2016          | 17    | 1     | 2      | —                | —                | —                | —                       | —                       | —                       | 17    | 1     | 2      |
| C. A. All Boys Argentina              | 2.ª           | 2016-17       | 17    | 3     | 1      | —                | —                | —                | —                       | —                       | —                       | 17    | 3     | 1      |
| C. A. All Boys Argentina              | Total club    | Total club    | 34    | 4     | 3      | 0                | 0                | 0                | 0                       | 0                       | 0                       | 34    | 4     | 3      |
| Qadsia S. C. Kuwait                   | 1.ª           | 2016-17       | 12    | 4     | 5      | —                | —                | —                | —                       | —                       | —                       | 12    | 4     | 5      |
| Qadsia S. C. Kuwait                   | Total club    | Total club    | 12    | 4     | 5      | 0                | 0                | 0                | 0                       | 0                       | 0                       | 12    | 4     | 5      |
| Instituto A. C. C. Argentina          | 2.ª           | 2017-18       | 10    | 2     | 0      | —                | —                | —                | —                       | —                       | —                       | 10    | 2     | 0      |
| Instituto A. C. C. Argentina          | Total club    | Total club    | 10    | 2     | 0      | 0                | 0                | 0                | 0                       | 0                       | 0                       | 10    | 2     | 0      |
| Curicó Unido · Chile                  | 1.ª           | 2018          | 28    | 9     | 1      | 4                | 1                | 0                | —                       | —                       | —                       | 32    | 10    | 1      |
| Curicó Unido · Chile                  | Total club    | Total club    | 28    | 9     | 1      | 4                | 1                | 0                | 0                       | 0                       | 0                       | 32    | 10    | 1      |
| Deportes Antofagasta · Chile          | 1.ª           | 2019          | 18    | 4     | 5      | 2                | 0                | 0                | 1                       | 0                       | 0                       | 21    | 4     | 5      |
| Deportes Antofagasta · Chile          | 1.ª           | 2021          | 5     | 0     | 0      | 1                | 0                | 0                | —                       | —                       | —                       | 6     | 0     | 0      |
| Deportes Antofagasta · Chile          | Total club    | Total club    | 23    | 4     | 5      | 3                | 0                | 0                | 1                       | 0                       | 0                       | 27    | 4     | 5      |
| Deportes Iquique · Chile              | 1.ª           | 2020          | 27    | 1     | 5      | —                | —                | —                | —                       | —                       | —                       | 27    | 1     | 5      |
| Deportes Iquique · Chile              | Total club    | Total club    | 27    | 1     | 5      | 0                | 0                | 0                | 0                       | 0                       | 0                       | 27    | 1     | 5      |
| Rangers de Talca · Chile              | 2.ª           | 2021          | 14    | 0     | 0      | —                | —                | —                | —                       | —                       | —                       | 14    | 0     | 0      |
| Rangers de Talca · Chile              | Total club    | Total club    | 14    | 0     | 0      | 0                | 0                | 0                | 0                       | 0                       | 0                       | 14    | 0     | 0      |
| Chacarita Juniors Argentina           | 2.ª           | 2022          | 33    | 8     | 10     | —                | —                | —                | —                       | —                       | —                       | 33    | 8     | 10     |
| Chacarita Juniors Argentina           | 2.ª           | 2023          | 32    | 10    | 6      | 1                | 0                | 0                | —                       | —                       | —                       | 33    | 10    | 6      |
| Ferro Carril Oeste Argentina          | 2.ª           | 2024          | 35    | 10    | 7      | —                | —                | —                | —                       | —                       | —                       | 35    | 10    | 7      |
| Ferro Carril Oeste Argentina          | Total club    | Total club    | 35    | 10    | 7      | 0                | 0                | 0                | 0                       | 0                       | 0                       | 35    | 10    | 7      |
| Chacarita Juniors Argentina           | 2.ª           | 2025          | 14    | 1     | 2      | —                | —                | —                | —                       | —                       | —                       | 14    | 1     | 2      |
| Chacarita Juniors Argentina           | Total club    | Total club    | 79    | 19    | 18     | 1                | 0                | 0                | 0                       | 0                       | 0                       | 80    | 19    | 18     |
| Total carrera                         | Total carrera | Total carrera | 332   | 64    | 48     | 9                | 1                | 0                | 1                       | 0                       | 0                       | 342   | 65    | 48     |
| 1. 2.                                 |               |               |       |       |        |                  |                  |                  |                         |                         |                         |       |       |        |